# 田部井雅世
田部井 雅世（たべい まさよ、4月11日 - ）は、日本のフルーティスト。宇都宮短期大学附属高等学校音楽科及び東京芸術大学音楽学部器楽科フルート専攻卒業。

## 経歴など
父はクラシックギタリストの田部井辰雄。父方の親戚には東京外国語大学学長でロシア文学者の亀山郁夫がいる。
フルートを橋本量至、金昌国、中川昌三に師事。ピアノを萩原宇多子、竹中節子に師事。現在では音楽教室などを開いたりしてフルートの普及に努めている。